# Martin Setterberg
Martin Setterberg (15 de enero de 1996) es un deportista sueco que compitió en ciclismo de montaña en la disciplina de campo a través. Ganó una medalla de bronce en el Campeonato Europeo de Ciclismo de Montaña de 2016, en la prueba por eliminación.

## Medallero internacional
| Campeonato Europeo | Campeonato Europeo | Campeonato Europeo | Campeonato Europeo |
| Año                | Lugar              | Medalla            | Competición        |
| ------------------ | ------------------ | ------------------ | ------------------ |
| 2016               | Huskvarna (Suecia) | Medalla de bronce  | Eliminación        |